# Тевантепечки залив
Тевантепечки залив или техуантепечки залив (шп. Golfo de Tehuantepec) је део Тихог океана уз обалу Тевантепечке превлаке на југу Мексика, на координатама 16° N 95° W / 16° С; 95° З. 

## Географија
Највећи град на обалама залива је мексички град Салина Круз у држави Оахаки. У залив се улива река Тевантепек и велики број потока. На обали Тевантепечког залива налази се велики број лагуна.

## Урагани
Многи пацифички (тихоокеански) урагани се формирају у Тевантепечком заливу или у његовој близини. Јак ветар олујне снаге познат под именом Техуано, повремено дува над водама залива, изазивајући струјање океанске воде којом хладнија, гушћа вода са дна, богата хранљивим материјама долази до површине и замењује хранљивим материјама сиромашнију топлију воду, захваљујући чему је екосистем у водама залива богат и разноврсан.
Залив се налази уз најнижу површину земље (превлаку Тевантепек) између Мексика и северног дела Централне Америке, захваљујући чему ветар несметано пролази између Мексичког залива и Тихог океана.